# Erwin de Vries
Erwin de Vries (Paramaribo, 21 de dezembro de 1929 - Paramaribo, 31 de janeiro de 2018) foi um pintor e escultor do Suriname. 
De Vries nasceu em Paramaribo e é meio-irmão de Henry Lucien de Vries, que serviu como governador do Suriname de 1965 a 1967. De Vries estudou na Holanda na Koninklijke Academie van Beeldende Kunsten, em Haia, e na Rijksacademie van Beeldende Kunsten, em Amsterdã. Desde então, seu trabalho foi exibido no Museu Stedelijk e no Kunsthal, em Roterdã. Ele é o designer do National Monument Slavernijverleden em Amsterdã. De Vries também exibiu bastante na Jamaica; lá ele se familiarizou com o trabalho de Barrington Watson, cujas pinturas eroticamente carregadas combinavam com as suas em tom. 